# Битка код Ел Амбара
Битка код ел Анбара (Арапски: معركة الأنبار‎) одиграла се 633. године између Муслиманских Арапа под заповедништвом Халид ибн Валида и Сасанидског царства. Битка се одиграла код Анбара који се налази отприлике 130 километара од древног града Вавилона. Халид је опсео сасанидске персијанце који су се налазили у градској тврђави, која је била опасана јаким зидинама. Према наводима и муслимански стрелци учествовали су у ово опсади. Персијиски управитељ, Ширзад, вероватно се предао и билому је допуштено да се повуче. Битка Ел амбара се често памти и као"Акција очију" од када је муслиманским стрелцима који су учествовали у бици речено да циљају "очи" персијских гарнизона.